# Farkas Lujza (színművész)
Farkas Lujza (Rimaszombat, 1818. június 21. – Budapest, 1893. október 28.) magyar színésznő, a márciusi ifjak egyike, Szathmáry Dániel, később Laczkóczky Ferdinánd felesége.

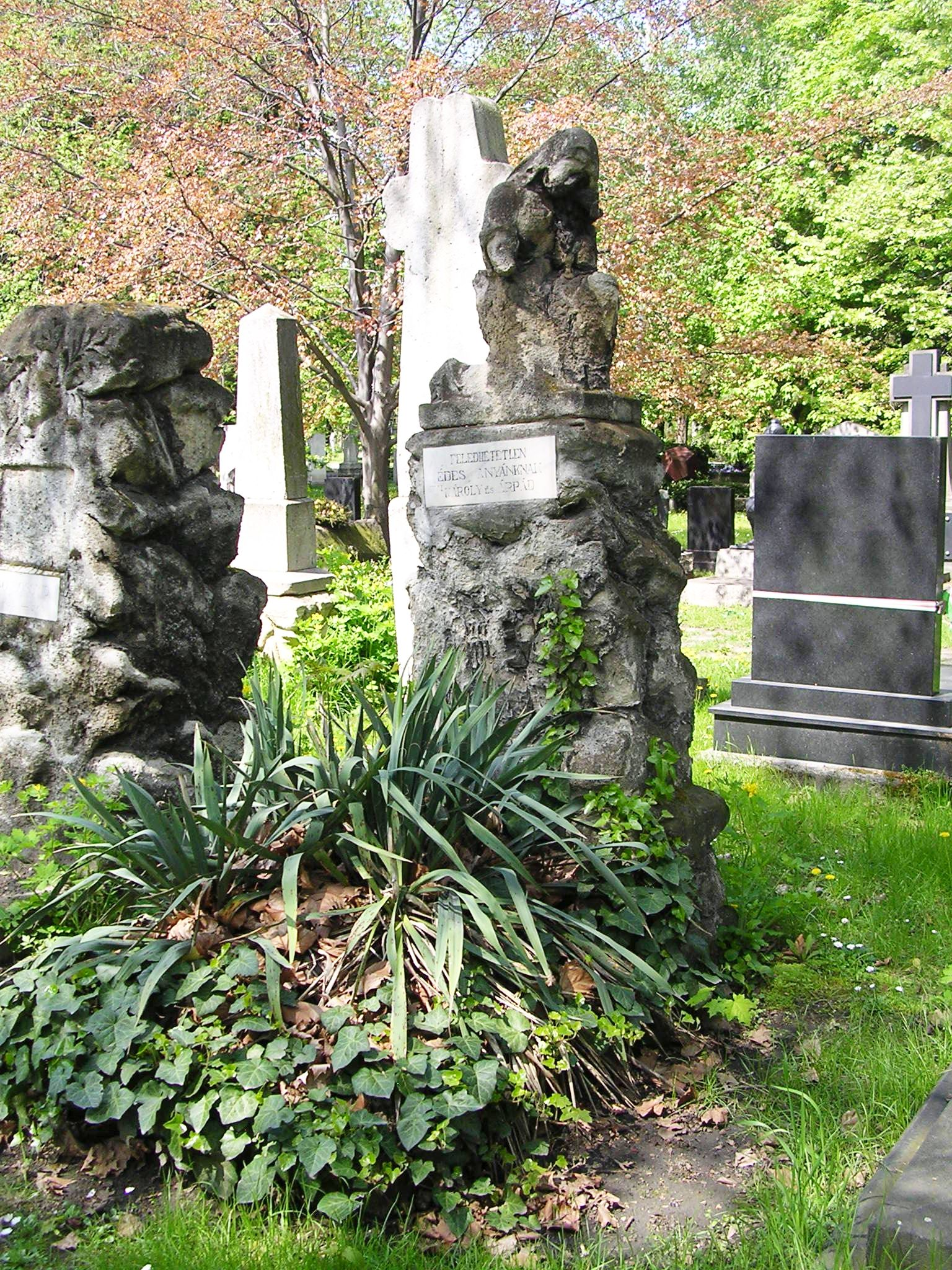
Sírja a Fiumei úti sírkertben (34/1-2-24)

## Életútja
Farkas János és Fodor Klára színészek lánya. Apja korán elhunyt. 1821-ben, háromévesen már kisebb szerepekben feltűnt. Horváth József lett először a gyámja, majd Fejér Károly vidéki igazgató vette gyámság alá. Horváth Alojzia néven lépett színpadra. Játszott Veszprémben, Pesten, Szabadkán és Pozsonyban. 1828-ban fellépettt Pesten a Beleznay-kertben játszott, majd 1833-ban Kilényi Dávid társulatában elsőrendű drámai szende volt. 1834-ben kötött házasságot Szathmáry Dániellel, ezután Szathmáryné néven lépett színpadra. 1842-1844-ben Győrött játszott, 1844. május 17-én Szigeti Józseffel együtt került a Nemzeti Színházhoz. Alakított naivákat, később hősnőket, majd anyákat. 1848 márciusában ő is szavalta a Nemzeti dalt és vitte a nemzeti zászlót Pest utcáin. Március 15-én húszezres tömeg élén, kezében a szűzmáriás zászlót tartva elindult a vár felé a pontonhídon, ami akkor a forradalmi nap legveszélyesebb vállalkozása volt, mert ha a pontonhíd csónakjait tartó láncok elszakadnak, sokan lelték volna a halálukat a Duna hullámai között. „Tegnap a fehér zászlót egy hölgy (Szathmáryné) vitte a nép előtt. A nép választottai ezért remek nemzeti címerrel tisztelék meg.” - írta másnap az Életképekben Jókai Mór. Forradalmi szerepvállalása miatt bujdosni kényszerült. 1851-ben került Kolozsvárra második férjéhez, Laczkóczy Ferdinándhoz. Ezután vidéken játszott Havi Mihály, Szabó József és Gócs Ede társulatában. 1857-től 1891-es nyugdíjba menetelélig a Nemzeti Színházban játszott. 1891. január 31-én Szigligeti Mama című darabjában lépett fel utoljára. Laborfalvi Róza és Prielle Kornélia feltűnése után ráeszmélt, hogy érdemes az anyaszínésznők szerepkörére váltania. 1890-ben a Nemzeti Színház tiszteletbeli tagja lett 1500 forint évi tiszteletdíjjal. Komikai tehetségét Szigligeti fedezte fel. Autodidakta művész volt, nem tudott írni sem. Széchenyi István az ő játékát látva elismerte, hogy a magyarban van színjátszó tehetség. 1893-ban hunyt el, Császár Imre mondott felette búcsúbeszédet. A Kerepesi úti temetőben helyezték nyugalomra 1893. október 30-án, síremlékét 1895. október 28-án leplezték le, az avató beszédet Festetich Andor gróf mondta.

## Fontosabb szerepei
- Adrienne Lecouvreur (Scribe–Legouvé)
- Griseldis (Halm)
- Deborah (Mosenthal)
- Marlborough hercegnő (Scribe: Egy pohár víz)
- Fadette (Birch-Pfeiffer: Tücsök)
- Dajka (Shakespeare: Rómeó és Júlia)
- Pernelle asszony (Molière: Tartuffe)
- Marcellina (Beaumarchais: Figaró házassága)
- címszerep (Szigligeti: Mama)
- Brazovicsné (Jókai: Aranyember)
- Millerné (Schiller: Ármány és szerelem)
- Fruzsina (Molière: A fösvény)

## Működési adatai
1824–1825: Székesfehérvár, Veszprém, Pest, Balatonfüred, Pozsony; 1828: Beleznay-kert; 1830: Kolozsvár?; 1833: Kilényi Dávid; 1833: Buda-Pesti társulat; 1852: Havi Mihály–Szabó József és Kacsvinszky János; 1854: Brassó környéke; 1855–56: Csabay–Laczkóczy–Fejér–Gócs társulat.